# Rybník Spáleniště
Rybník Spáleniště este o arie protejată (sit de importanță comunitară — SCI) din Republica Cehă întinsă pe o suprafață de 1,6 ha, integral pe uscat.

## Localizare
Centrul sitului Rybník Spáleniště este situat la coordonatele 50°16′42″N 16°14′11″E / 50.278333°N 16.236389°E.

## Înființare
Situl Rybník Spáleniště a fost declarat sit de importanță comunitară în aprilie 2005 pentru a proteja 1 specie de animale.

## Biodiversitate
Situată în ecoregiunea continentală, aria protejată nu include niciun habitat protejat.
La baza desemnării sitului se află o specie protejată de  amfibieni: triton cu creastă (Triturus cristatus).